# Rio del Ponte Lungo (Veneția)

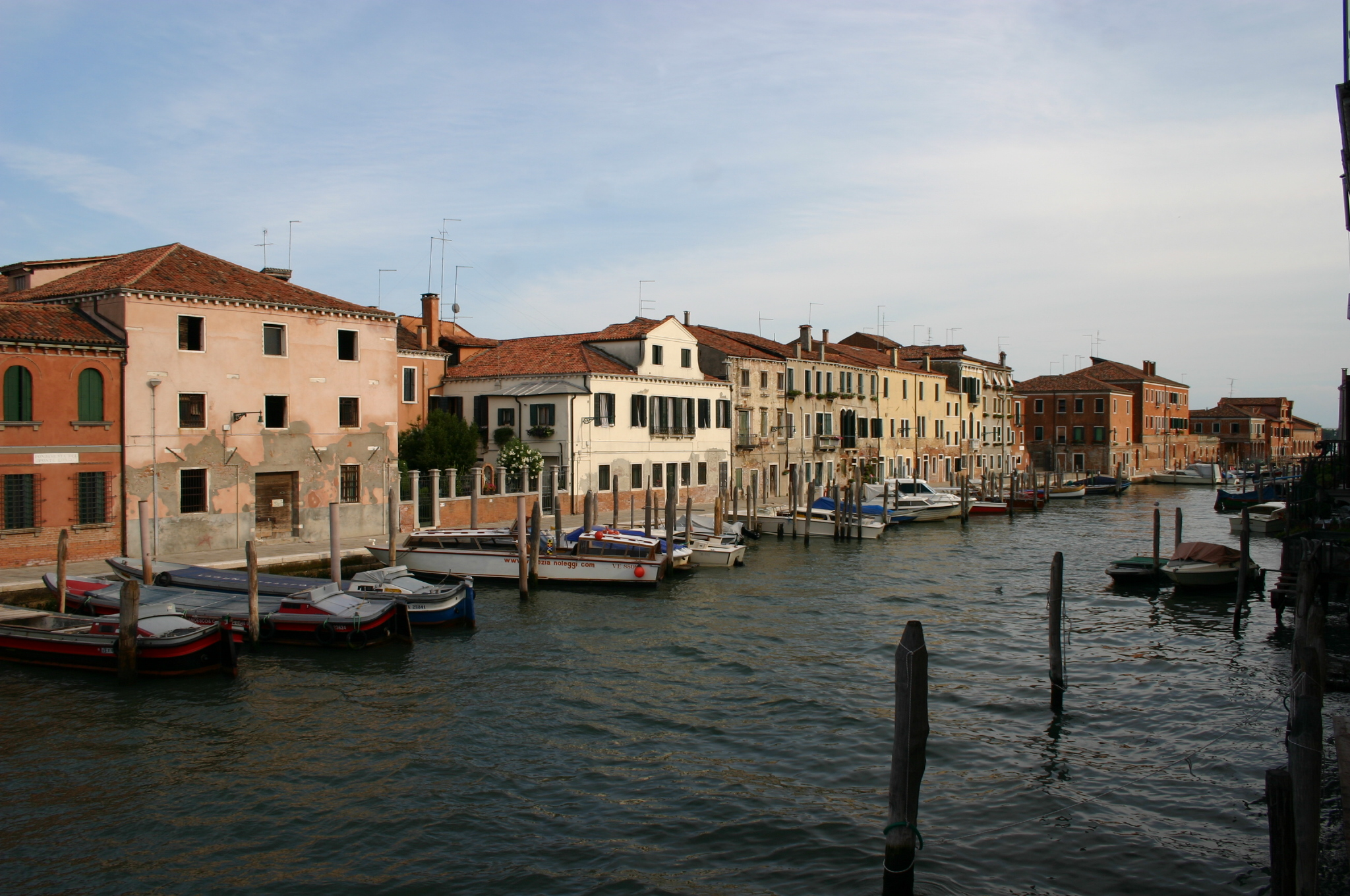
Rio del Ponte Longo

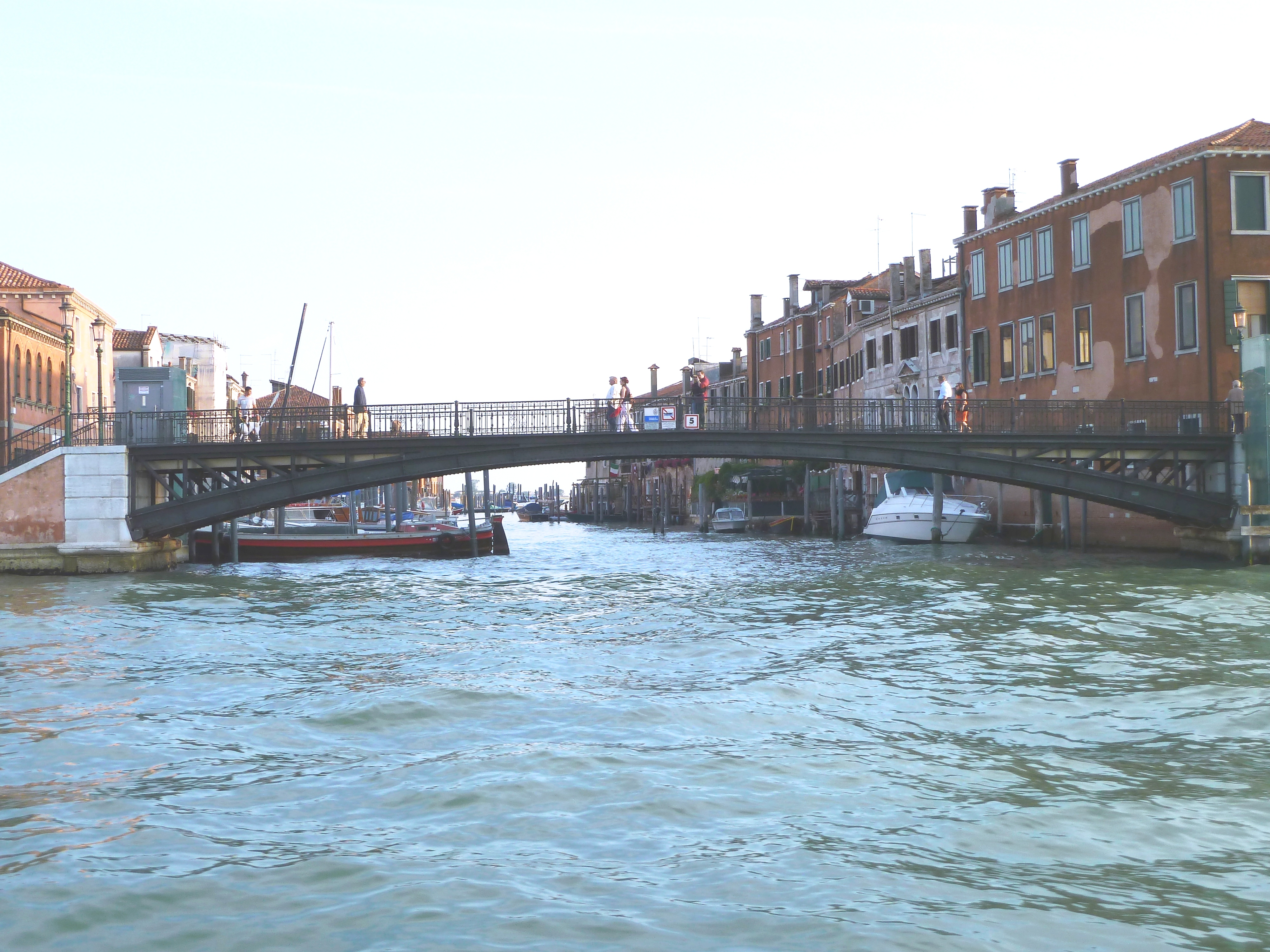
Ponte Longo

Rio del Ponte Lungo (în venețiană Ponte Longo; canalul Podului Lung) este un canal din Veneția, pe insula Giudecca din sestiere Dorsoduro.

## Origine
Acest pod de lemn a fost numit astfel deoarece este mai lung decât celelalte. A fost construit în 1340 pentru a uni vechea și noua Giudecca.

## Descriere
Rio del Ponte Lungo are o lungime de aproximativ 300 de metri. El traversează Giudecca de la nord la sud și se varsă în Canalul Giudecca.

## Localizare
Pe malurile acestui canal se află:
- Fondamenta a Fianco del Ponte Longo;
- Fondamenta Sant'Angelo.

## Poduri
Acest canal este traversat de-a lungul Canalului Giudecca de ponte Longo[nefuncțională]
, unind fondamenta ponte Piccolo și Fondamenta San Giacomo .